# Pareusychius
Pareusychius is een geslacht van rechtvleugeligen uit de familie Romaleidae. De wetenschappelijke naam van dit geslacht is voor het eerst geldig gepubliceerd in 1994 door Amédégnato & Poulain.

## Soorten
Het geslacht Pareusychius  is monotypisch en omvat slechts de volgende soort:
- Pareusychius defurcus (Amédégnato & Poulain, 1986)